# French Frith Kaiser Thompson
French Frith Kaiser Thompson was een Amerikaanse experimentele band bestaande uit John French, Fred Frith, Henry Kaiser en Richard Thompson. De band werd in 1987 opgericht om een album op te nemen, 'Live, Love, Larf & Loaf'. In 1990 kwam een tweede plaat uit, 'Invisible Means'.
De Amerikaanse musici Henry Kaiser (gitaar) en John French (drummer, speelde in Captain Beefheart's Magic Band) gingen in 1987 samenwerken. Ze vroegen Frith en Thompson (gitarist van Fairport Convention) mee te spelen en een plaat te maken. Dit album was een eclectische plaat met allerlei soorten muziek, van folk tot avant-garderock. Ook stonden er enkele covers op, zoals 'Surfin' U.S.A.' van the Beach Boys. In 1990 kwam de groep weer samen in San Francisco voor een tweede serie opnamen, voornamelijk composities van de bandleden.

## Leden
- John French (drums, zang)
- Fred Frith (gitaar, bas, viool, zang)
- Henry Kaiser (gitaar)
- Richard Thompson (gitaar, zang)

Art Bears · Cosa Brava · Death Ambient · Fred Frith Guitar Quartet · French Frith Kaiser Thompson · Henry Cow · Keep the Dog · Maybe Monday